# Saint-Paul-du-Bois
Saint-Paul-du-Bois település Franciaországban, Maine-et-Loire megyében. Lakosainak száma 600 fő (2022. január 1.). Saint-Paul-du-Bois La Plaine, Somloire, Lys-Haut-Layon és Saint Maurice Étusson községekkel határos.

## Népesség
A település népessége az elmúlt években az alábbi módon változott:
| Lakosok száma | 717  | 615  | 583  | 568  | 610  | 602  | 589  | 597  | 601  | 600  |
|               | 1968 | 1982 | 1990 | 2006 | 2013 | 2015 | 2017 | 2019 | 2020 | 2022 |